# Pártusok

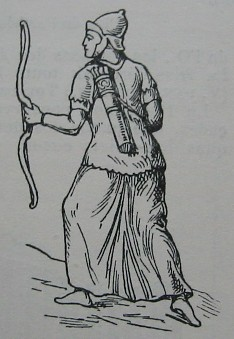
Pártus íjász ábrázolása

A pártusok – nevük más alakban párthusok, parthusok – a szkíta népek, közelebbről a szakák közé tartoztak, s magukat abarnak nevezték. A perzsák, a görögök és a rómaiak daha (daha; δααι, δαοι; dahae), abioi (αβιοι), aparnoi (απαρνοι), apasziakai (απασιακαι), parnoi (παρνοι) stb. névvel is illették őket.
Parthava (Apauarktikéné: Απαυαρκτικηνη, Artikéné: Αρτικηνη, Parauktikéné: Παραυκτικηνη, Parthüéné: Παρθυηνη; Apavortene, Zapaortene) egykor kicsiny tartomány, keskeny sáv volt a Kopet-dag északi előterében. Központja a mai Dargaz (régebbi neve Apauartktiké: Απαυαρτκτικη; Abivard, Dara, Pavart; stb.) település környékén lehetett. A mai Dahisztán (Dihisztán stb.) nevű területet e vidéktől nyugatra, a Kaszpi-tengerhez közelebb találjuk.
A pártusok hivatalos, udvari nyelve a középiráni nyelvek közé tartozó pahlavi volt, a szogd egyik észak-iráni nyelvjárása. A pártusnak nevezett nyelv az óperzsa nyelvet váltotta fel, és a nyelvészek a középperzsa nyelv előfutárának tartják.  Kevés fennmaradt nyelvemléke közül az érme- és sziklafeliratok jelentősek.
A pártusok lovasnépének harcászatában a könnyűlovas íjászoké volt a fő szerep. Hadművészetük magas szintű volt, a honfoglaló magyarokéhoz hasonló könnyűlovas harcmodort és hadicseleket alkalmaztak.

## Sztrabón a pártusokról
Sztrabón Geógraphika hüpomnémata című művében (XI. könyv 9. fejezet, 2–3. szakasz) így ír a pártusokról:
„I. Arsaces, scytha férfiu, a parnoknak nevezett s Ochus mellékén lakó nomád dáákkal Parthia ellen indult és hatalmába kerítette. Eleinte ugyan gyönge volt a folytonos háborúskodásban azok ellen, kiket országuktól megfosztott, mind maga, mind az ö utódai; de azután annyira erősödtek, elvevén egymásután jeles hadi tetteik által a szomszéd vidékeket, hogy végre urai lettek az Euphrathon inneni egész tartománynak. Bactriának egy részét is elvették erőszakkal a scytháktól s még előbb Eucratidastól. Most pedig annyi földeken s annyi népeken uralkodnak, hogy birodalmuk nagysága miatt némileg a rómaiakat ellensulyozzák. Ennek az oka életmódjuk és erkölcseik, melyekben sok barbár és scytha van; több mégis olyan, a mi hasznos az uralkodásra és a háborúban való kitüntetésre.Mondják pedig hogy a parnok nevü dáák elszakadtak a Mäotison túli dááktól, kiket xanthiok- és parioknak neveznek; de abban nem igen egyeznek meg, hogy a Mäótison túli scythák közől némelyek dáák. Ezektől tehát mondják, vette származatát Arsáces; de mások mondják, hogy ő bactriai.” (Télfy János fordítása.)

## Iustinus a parthusokról
Marcus Iunianus Iustinus állítása szerint a pártusok szkíták voltak, s (latinosított) nevük összecseng a szkíta számkivetett – ha úgy tetszik, elpártolt, pártos – szóval:
„Hoc etiam ipsorum vocabulo manifestatur, nam Scythico sermone exules »parthi« dicuntur.”Magyarul: „Ez saját szavukból is kitetszik, mert szkíta beszéd szerint a számkivetettek »parthusoknak« mondatnak.” (Trogi Pompei Historiarum Philippicarum epitoma. Liber XLI.)

## A Pártus Birodalom kialakulása
Korai lakóterületük, Parthava tartomány Hürkaniától délkeletre, Médiától keletre terült el. Gazdasági jelentőségét az adta, hogy áthaladt rajta a selyemút, így a pártusok jelentős szerepet játszottak a kelet–nyugati kereskedelemben (továbbá a tőlük északra élő nomád népek és a tőlük délre virágzó Mezopotámia kereskedelmében is).
A Perzsa Birodalom uralma (i. e. 550–330) alatt területüket Hürkaniával közös szatrapiába szervezték, majd a Szeleukida Birodalomban önálló szatrapia lett. Az i. e. 3. század közepén a későbbi I. Arsak (ur. i. e. 248–211)  vezetésével – amint ez Sztrabón fenti leírásából is kitűnik – fellázadtak a Szeleukida Birodalom ellen, és önálló államot alapítottak. Időszámításuk alapja a Párthus Birodalom megalapítása (i. e. 247) lett.
I. Arsak utódai az Arszakida-dinasztia uralkodói; fővárosuk a babilóniai Ktésziphón lett.
Debevoise a parthusok birodalmának kialakulását ekképpen vázolja fel.
Első ízben az i. e. 7. században tűnik fel nevük, pontosabban lakóhelyük megnevezése. Az asszír feljegyzések által említett Partukka alighanem azonos Parthava tartománnyal, az avarok (aparnoi: απαρνοι stb.) szálláshelyével.
Baktria görög helytartója, I. Diodotosz (i. e. kb. 255–239.) i. e. 250. táján elszakította az általa kormányzott országrészeket a Szeleukidák birodalmától, és megalapította a Baktria és Szogdia tartományt magában foglaló Görög Baktria Királyságot. Az i. e. 247. évben követte példáját Parthia perzsa helytartója, Narisanka, görögösen Andragorasz (i. e. 245–238.) is. Az avarok szintén kivonni igyekeztek magukat a Szeleukidák uralma alól. A lázadók Tirdad nevű fejedelmüket választották vezetőjüknek. Ezen időpont (i. e. 247.) az Arsakida időszámítás első éve.
Az avarok az i. e. 238. évben elfoglalták Astauene tartományt, vélhetően a mai Quchan környékét. Andragorasz, miközben hatalmát megpróbálta helyreállítani, területeit visszaszerezni, találkozott végzetével, és Parthava is a felkelő avarok kezére került. Röviddel ez után Hürkánia tartományt is meghódították.
Az avarok, számolva a várható megtorlással, szövetkeztek a baktriai görögökkel, illetve II. Diodotosz (i. e. kb. 252–223.) királyukkal. Őt azonban utóbb megölte sógora, I. Euthüdemosz (i. e. kb. 230–200.).
II. Seleukosz Kallinikosz (i. e. 246–225.) az i. e. 231. esztendőben hadjáratot indított az avarok ellen, Tirdad serege azonban legyőzte az ellene küldött csapatokat. Tirdad, uralkodói nevén I. Arsak (i. e. 247–211.) – görögösen Arszakész – ez időtől fogva Parthia királya, uralkodásának kezdetét azonban az i. e. 247. évtől számítja.
Szeleukosz utóbb siker nélkül próbált úrrá lenni parthusokon. Mi több, az i. e. 230. év táján elvesztette Hürkánia tartományt is. Később azonban I. Arsak kitért a görögök támadása elől, és az avaroknál, avagy avar szakáknál (apasziakai: απασιακαι) keresett menedéket.
Szeleukosz halála után III. Antiokhosz (i. e. 223–187.) vezetett a hadjáratot a parthusok ellen (i. e. 209.). Elfoglalta a fővárost, Hekatompüloszt, és Hürkániáig nyomult előre. II. Arsak (i. e. 211–185.), a parthusok királya menedéket keresett szkíta testvéreinél, majd békét kötött. Parthia egy időre a Szeleukidák hűbéresévé lett.
II. Arsak után Phriapatiosz (i. e. 185–170.), őutána pedig I. Phraatész (i. e. 170–167.) országlása következett. Tetteikről aránylag keveset tudunk. Mindketten, legalábbis névlegesen, a görögök hűbéreseként kormányoztak. Phraatész már nem tartotta magát a korábban kikötött békefeltételekhez, hűbérurai pedig – lekötötte erőiket a háborúskodás – nem avatkoztak ügyeibe.
I. Mithridatész (i. e. 167–132.) uralma alatt Parthia a nagyhatalmak sorába emelkedett. Első hadjáratát, trónra kerülésének évében, I. Eukratidész (i. e. kb. 171–145.), illetve Görög Baktria ellen vezette. Célja Parthia keleti tartományainak biztosítása, illetve a korábban elveszített területek visszaszerzése volt. Elvette a görögöktől Areia (Herát) városát (i. e. 167.), Turiua (Tapuria) és Aspionus (Traxiana) tartományt (i. e. 160–155.). Azután Médiát foglalta el i. e. 148. második felében. Egy ékírásos szöveg tanúskodása szerint i. e. 141. októberében már a babilóniai Uruk városát is birtokolta. Ezt megelőzően királlyá koronázták Szeleukeia városában. Miközben ő maga visszatért Hürkániába – vélhetően a jüecsik, a szakaurak vagy a baktriai görögök ellen hadakozott –, hadvezérei leigázták Elümaisz és Kharakené királyságát, és elfoglalták Szuza városát (i. e. 140–138.). A parthusok az i. e. 140. évben a Mezopotámia visszaszerzéséért harcoló II. Demetriosz, szeleukida uralkodót – bár a görögök eleinte sikereket értek el – legyőzték és elfogták. Mithridatész halála előtt (i. e. 139–138.) Elümaisz királyságát is Parthiához csatolták.
Mithridatész, hatalmának bebiztosítása után, királyi lakóhelyet építtetett Ekbatana (Hamadán), Ktesziphon és Szeleukeia városában, és új erősséget is alapított a mai Aşgabat környékén, nevezetesen Mithradatkirt (Nisza, Parthaunisza) városát, mely a hagyomány szerint az Arsakidák temetkező helye volt. Mithridatész uralkodása idején a parthusok birtokai az Indus völgyéig terjeszkedtek.